# 志摩観光ホテル
志摩観光ホテル（しまかんこうホテル）は、三重県志摩市賢島にある老舗のホテルである。シマカンの愛称で親しまれる。都ホテルズ&リゾーツに属し、株式会社近鉄・都ホテルズが運営する。伊勢志摩を代表するホテルの1つである。「ザ ベイスイート」はスモール・ラグジュアリー・ホテルズ・オブ・ザ・ワールドにも加盟している。

## 概要
真珠の養殖で有名な英虞湾に面する賢島に建つ。ザ クラブの建築は木造のクラシックホテル。創業当時のものである。かつては伊勢志摩における迎賓館的役割をになっており、現在でも皇族の三重宿泊の際にはこのホテルが利用される、いわゆる宮内庁御用達ホテルである。建物の意匠設計は村野藤吾が担当した。
地元の上質な食材を活用したフランス料理も提供しており、料理目当ての来客も多い。特にアワビのステーキや伊勢海老のスープはこのホテルの看板メニューとして有名である。ホテルの料理に対する基本方針は「火を通して新鮮、形を変えて自然」。高橋忠之が総料理長に就任して以降、料理の改革を進めホテルの看板となった。高橋は総料理長就任時、当時2割しかなかったフランス料理の注文を、従来の「和食か洋食か」という客への問いかけを「和食か海の幸か」に変え、料理名を詩的なものに変え、料理自体も独自の工夫を凝らしたことでファンを増やしていった。
作家の山崎豊子がこのホテルを贔屓にしていたことが知られており、『華麗なる一族』の舞台としても知られる。『華麗なる一族』の冒頭「陽が傾き、潮がみちはじめると、志摩半島の英虞湾に華麗な黄昏が訪れる。」は、ホテル滞在中に日の入りの時刻を調べ、さまざまな場所から夕日を眺めることで書き上げた一文である。山崎は1953年頃から志摩観光ホテルを利用しており、デビュー作『暖簾』から『白い巨塔』、『沈まぬ太陽』に至るまで、新作を執筆する際には必ず宿泊していた。
2015年6月5日、安倍晋三内閣総理大臣は、三重県志摩市にて第42回先進国首脳会議（伊勢志摩サミット）を開催することを発表、当ホテルを会場として2016年5月26日・27日に実施された。安倍は幼少時代に志摩観光ホテルへの宿泊経験があり、伊勢海老のスープの味に感動したエピソードを語っている。
2016年4月17日より、クラシックは「ザ クラシック」、ベイスイートは「ザ ベイスイート」、旧館は「ザ クラブ」とそれぞれ改称された。ザ クラシックは全面改装終了後の2016年6月7日にリニューアルオープンした（ザ ベイスイートもサミット終了後の6月7日に再オープン）。

### ザ クラシック（THE CLASSIC）

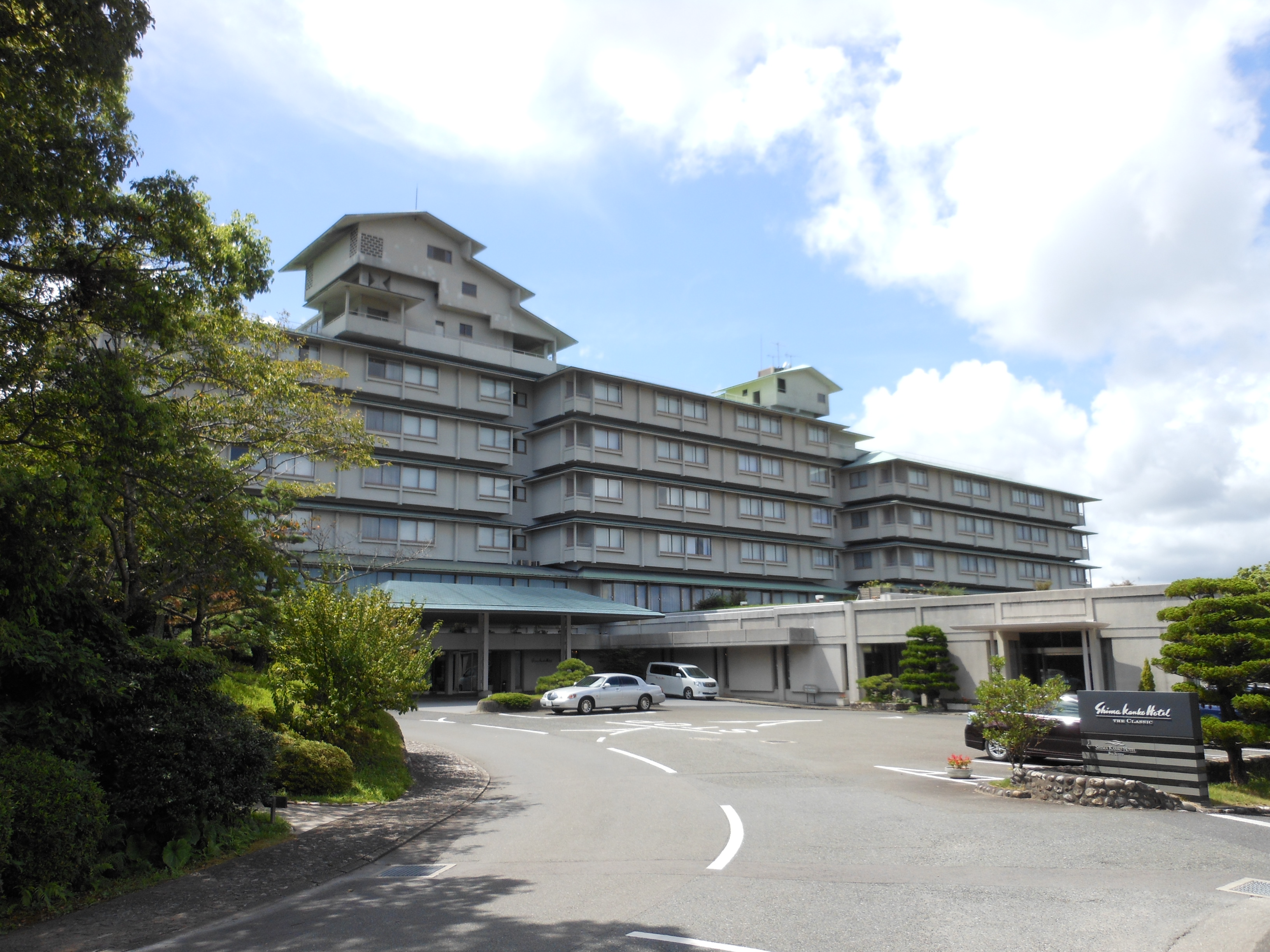
ザ クラシック

1969年（昭和44年）7月開業、2016年（平成28年）4月改装。村野・森建築事務所の設計、大林組の施工。設計コンセプトは「環境との対比・共存」で、外装は旧館（ザ クラブ）と調和させる銅板張りの庇を各階に設けている。地上6階・地下3階建て。標高は28 mで、津波浸水想定区域外にある。
- 客室数：127室→114室[20]
  - 洋室：93室（うちスイートルーム：3室）→114室（うちスイートルーム：11室、コネクティングルーム2室）[20]
  - 和室：34室→0室[4][20]
- 飲食施設：3箇所→1箇所
- 宴会場：1箇所（1983年〔昭和58年〕完成[6]）
- 延床面積：約23,000m2

### ザ ベイスイート（THE BAYSUITES）

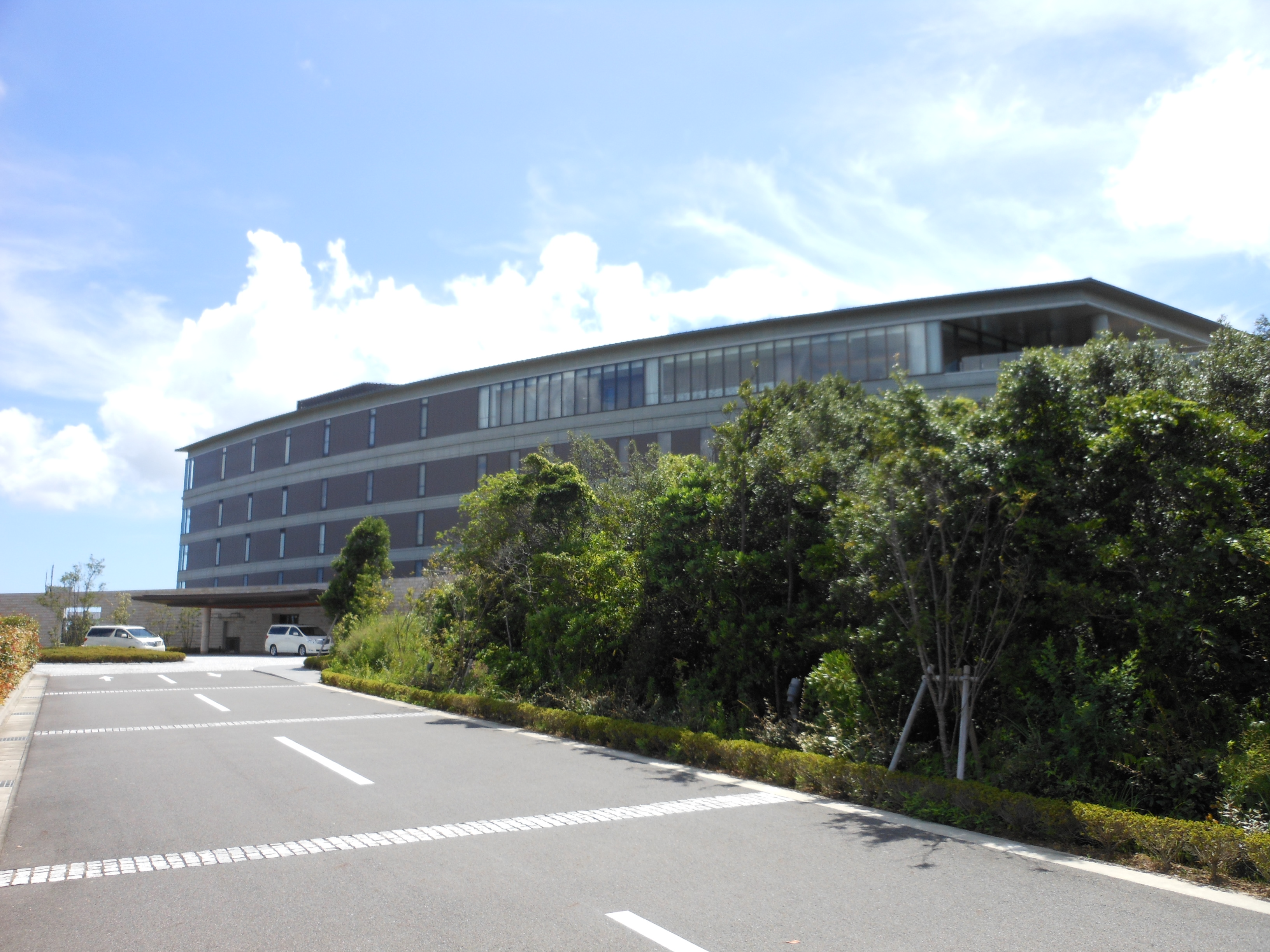
ザ ベイスイート

2008年（平成20年）10月10日開業。2016年（平成28年）4月一部改装。2009年（平成21年）度グッドデザイン賞受賞。顧客の多様化、ザ クラシックの老朽化に伴う新たな魅力付けとして建設された。設計・工事監理は大林組本店一級建築士事務所、施工は大林組・奥村組・堀崎組共同企業体。それぞれの客室が良好な眺望を得られるように円弧状の平面構造を採用し、低層建築であることを印象付けるために水平ラインを強調した立体デザインを採っている。外観は茶色を基調としたアースカラーを用い、自然と建物が相互に魅力を高め合うように工夫されている。内装はアメリカ合衆国のハーシュ・ベドナー・アソシエイツ（HBA）が担当。鉄筋コンクリート構造地上5階・地下1階建て、延床面積10,800m2。当館が建てられる前は国立真珠研究所（現・増養殖研究所）がこの地にあった。標高は25 mで、津波浸水想定区域外にある。
- 客室数： 50室（全室スイートルーム）[23]
- 飲食施設： 3箇所
- 敷地面積：94,496.29m2[27]
- 延床面積：10,800.44m2[27]
- 駐車台数：58台[27]

### ザ クラブ（THE CLUB）

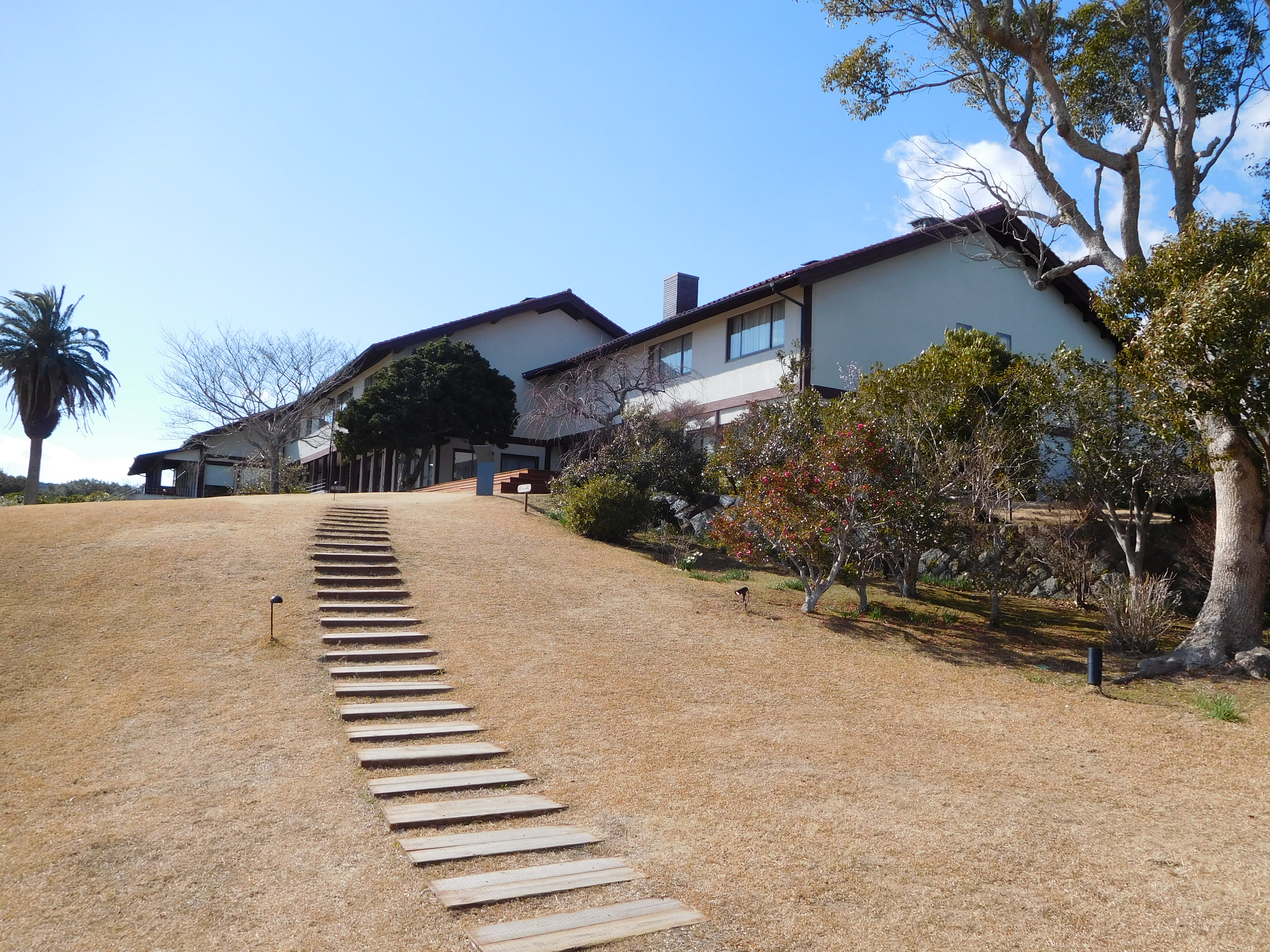
ザ クラブ

1951年（昭和26年）4月3日開業。2016年（平成28年）4月一部改装。設計は近畿日本鉄道営繕課（村野・森建築事務所の担当）、施工は大林組。鉄筋コンクリート構造と木造を併用したもので、木造部分は鈴鹿市にあった旧海軍クラブの主要部を移築したものであるが、この旧海軍クラブ自体も叡山ホテル（1937年開業、村野藤吾設計）を移築したものである。設計コンセプトは「環境との調和・共存」。地形に合わせ、平面構造は扇形をしている。入り口ホールには松と竹を使用する。
地上2階・地下1階で、創業当時は地下1階（149.60坪≒494.5m2）に調理室・倉庫・事務室など、1階（362.24坪≒1,197.5m2）にフロント・大小2つの食堂・バー・客室など、2階（290.40坪＝960m2）に客室や大食堂の吹き抜けなどを設置した。村野藤吾は外観・室内ともに食堂を特にこだわってデザインしている。また上水道はなく、井戸を使用していた。
その後、2007年（平成19年）に老朽化を理由に閉館し、山崎豊子の使用していた机などの展示を行っていた。2016年（平成28年）6月7日の営業再開時にカフェ&ワインバーやレストランを開設した（宿泊機能はない）。

## 歴史
1946年（昭和21年）に伊勢志摩国立公園が成立した。当時目ぼしい観光施設はなく、近畿日本鉄道や三重交通も自社の戦後復興に手一杯であったこと、戦中の名残で観光に対する罪悪感などがあり、開発は進まなかった。その後、ダグラス・マッカーサーを始め連合国軍最高司令官総司令部（GHQ）の幹部やその家族が真珠養殖の現場を訪れるようになり、その数は日増しに増えていった。そこで、外貨獲得のために洋風のホテルを作ろうとする動きが起こり、1949年（昭和24年）2月23日に三重県知事の青木理は国際観光ホテルの建設計画を発表した。同年10月5日に三重県庁・近畿日本鉄道・三重交通の三者協議を経て志摩観光ホテル株式会社が設立された。伊勢志摩国立公園を国際的なものにするためには真珠と結び付けることが最良と見なされ、そのためには英虞湾の近くにホテルを建設することが求められた。建設候補地として御木本幸吉が真円真珠の養殖に成功した多徳島、ミキモトの養殖拠点であった大崎半島、英虞湾を見通す景勝地の横山、英虞湾には面しないが風光明媚な波切など複数挙げられた中、近鉄系列の会社が土地のほとんどを所有し、未開のため多方面の開発が可能で、英虞湾の交通の要衝であった賢島が選定された。島内では中央にある高台が選ばれた。
ホテル建設では、鈴鹿の旧海軍クラブを移築してロビーや食堂に充て、地下と客室は鉄筋コンクリートで新設した。旧海軍クラブは、1937年に村野藤吾の設計で京都市に建設された叡山ホテルの木造部分を、1943年に移築したものだったが、既に傷みが激しく大部分に補足が行われ、客室部分は木材の狂いや天井高の低さからホテルに転用することを諦め、従業員宿舎として賢島駅前に移築した。施工にあたり、地形の計測に苦労したという。1950年（昭和25年）6月に起工し、朝鮮戦争による資材高騰、ジェーン台風襲来などの紆余曲折を経て10か月でホテルは完成した。1951年（昭和26年）4月3日に25室50人収容のホテルが開業した。客室には純和室、和の要素を付加した洋室、純洋室が設けられた。開業間もない1951年（昭和26年）11月には復興状況の視察（昭和天皇の戦後巡幸）のために三重県を訪れた昭和天皇が宿泊した。この際、天皇の移動にはホテル所有の船「パールクイーン号」がお召船として使用されている。しかし、当時の日本人には洋風ホテルは受け入れ難く、交通の不便さもあって、日本人団体客からは不評であった。
このため、1952年（昭和27年）9月に賢島荘を買収し、旅館経営にも乗り出した。1961年（昭和36年）4月1日、新館（後の西館）が竣工、72室に増加する。さらに1969年（昭和41年）7月に新館（後のザ クラシック）が完成、200室に拡大した。開業時の建物が「環境との調和・共存」を目指したのに対し、ザ クラシックは高層化を求められたことから「環境との対比・共存」に目標が変更された。すなわち、自然と対比することでより自然（人工物である真珠養殖筏を含む）が引き立つようにデザインされたのである。1987年（昭和62年）4月24日、日本・アメリカ・カナダ・欧州共同体の貿易担当大臣が話し合う「第13回4極通商会議」が開催された。1999年（平成11年）4月1日に志摩観光ホテル株式会社は志摩観光ホテルを近鉄ホテルシステムズに譲渡し、ホテルの経営は以後近鉄ホテルシステムズ（現・近鉄・都ホテルズ）が行うようになる。
創業当時の建物は、老朽化に伴い全面的な建て替えが検討されたが、建築史的にも価値が高く風格のある旧館の全面取り壊しは多くの反対に押されて断念した。ただし、1961年（昭和36年）築の西館は2002年（平成14年）に閉鎖し、取り壊された。2008年（平成20年）10月10日、新館がオープンしBAYSUITES（ベイスイート）と名付けられた。その名の通り全室海辺のスイートルームである。高さを抑え、周辺景観や環境への負荷を低減させることが当初から貫かれた建設方針で、客室からの眺望確保のため高所作業車を導入して念入りに下調べを行った上で建設した。設計期間は2005年（平成17年）4月 - 2007年（平成19年）5月、工事期間は2007年（平成19年）6月 - 2008年（平成20年）9月であった。このとき、従来から営業していた施設がCLASSIC（クラシック）と命名された。
クラシックは、耐震補強工事と第42回先進国首脳会議（伊勢志摩サミット）の会場として使用するため、2015年（平成27年）5月から休館した。2016年（平成28年）4月17日より、クラシックを「ザ クラシック」、ベイスイートを「ザ ベイスイート」、創業時からの旧館を「ザ クラブ」にそれぞれ改称した。ザ クラシックのみならず、ザ ベイスイートとザ クラブも一部改修を実施した。改修工事の総額は66億円。そしてザ ベイスイートもサミットのため2016年（平成28年）4月28日から営業を休止した。そして5月26日と27日の両日、伊勢志摩サミットを開催し、6月5日の報道陣への先行公開を経て6月7日に全館営業を再開した。2017年（平成29年）3月にはザ クラブの一角に伊勢志摩サミット記念ギャラリーを開設し、宿泊者を対象としたサミットの足跡をたどる館内ツアーも開始した。
2019年（令和元年）9月より、「ついたちすし」と称してイセエビ、アワビ、松阪牛、あのりふぐ、伊勢まぐろなどの地域の食材を使った押し寿司・棒寿司の販売を開始し、新たなホテルの名物になりつつある。

### 志摩観光ホテル株式会社
志摩観光ホテル株式会社は、志摩観光ホテルの運営主体として1949年（昭和24年）10月5日に近畿日本鉄道が1500万円、三重県庁が1000万円、三重交通が500万円を出資して設立された。1952年（昭和27年）9月には賢島荘を志摩観光汽船（現・志摩マリンレジャー）から受託して経営を開始したのを皮切りに複数の宿泊施設の経営を行った。また津市の三重会館でレストランを運営していたこともある。しかし経営環境が厳しくなったため、志摩観光ホテル株式会社は1999年（平成11年）4月1日に志摩観光ホテルを近鉄ホテルシステムズ（現・都ホテルズ&リゾーツ）に譲渡し、賢島宝生苑の経営だけを行うことになったため、社名を株式会社賢島宝生苑に改めた。志摩観光ホテル以外の志摩観光ホテル株式会社が運営していた宿泊施設は以下の通り。
賢島荘
1952年（昭和27年）9月に志摩観光汽船が開業し、同時に運営を受託。1954年（昭和29年）10月に同社より譲受される。1997年（平成9年）10月にエコツーメイト賢島荘に改称するも、1998年（平成10年）6月に閉鎖した。
国民宿舎賢島ロッジ
1959年（昭和34年）4月に阿児町が開業し、同時に運営を受託。1999年（平成11年）1月に閉鎖した。
新賢島荘
1964年（昭和39年）3月に開業、1995年（平成7年）7月に第三賢島荘と統合して賢島宝生苑の「雅」棟になる。
新賢島ロッジ
1970年（昭和45年）7月に開業、1979年（昭和54年）6月に賢島別館に改称。1995年（平成7年）7月に賢島宝生苑に包摂され、「賢島宝生苑賢島別館」になるも、1999年（平成11年）1月に閉鎖した。
第三賢島荘
1973年（昭和48年）6月に開業、1995年（平成7年）7月に新賢島荘と統合して賢島宝生苑の「燦陽」棟になる。
賢島宝生苑
1995年（平成7年）7月7日に新賢島荘と第三賢島荘を統合、新館「華陽」を建設して開業。

## 施設

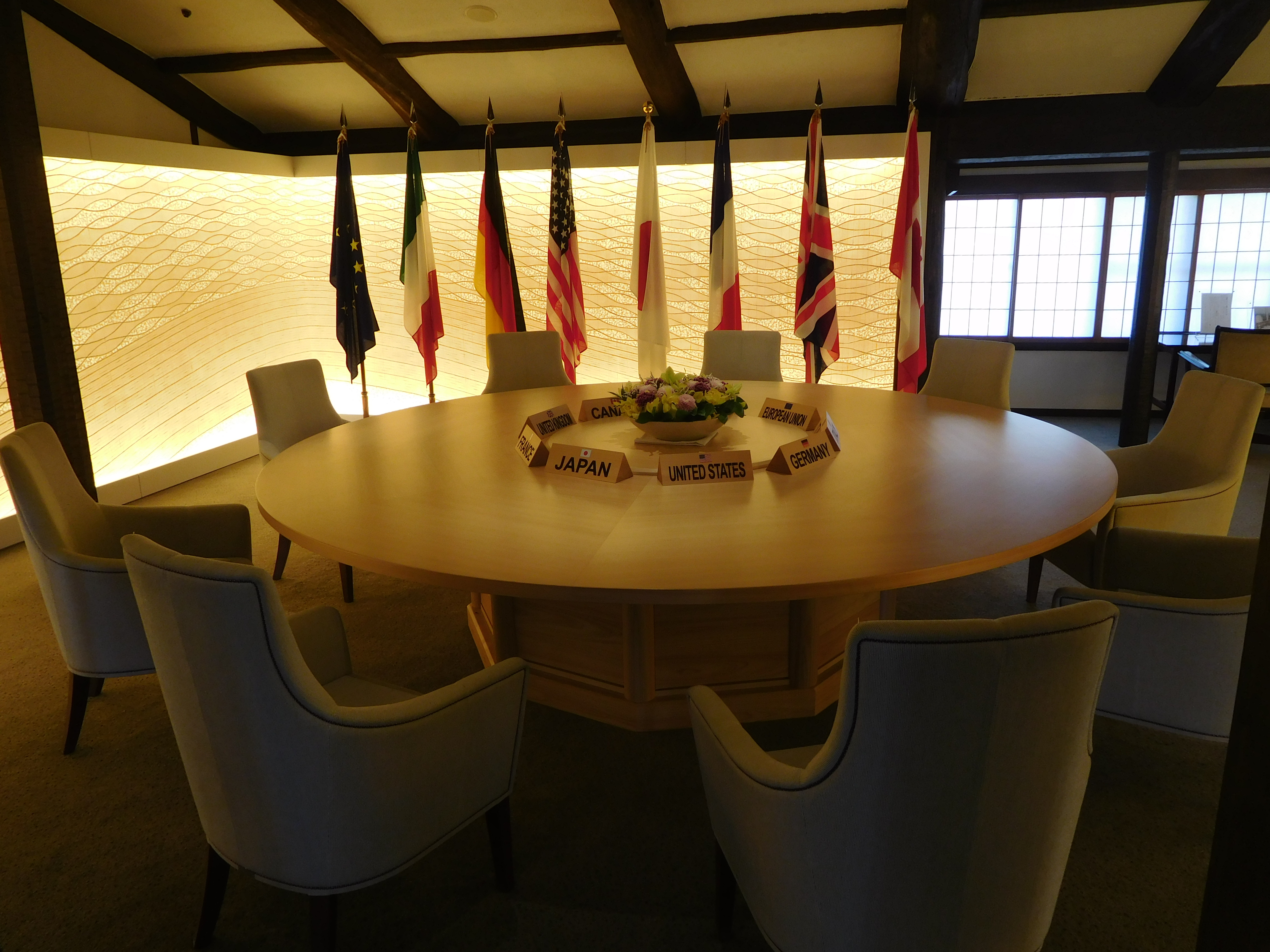
伊勢志摩サミット記念ギャラリーにある円卓と椅子

ザ クラシック

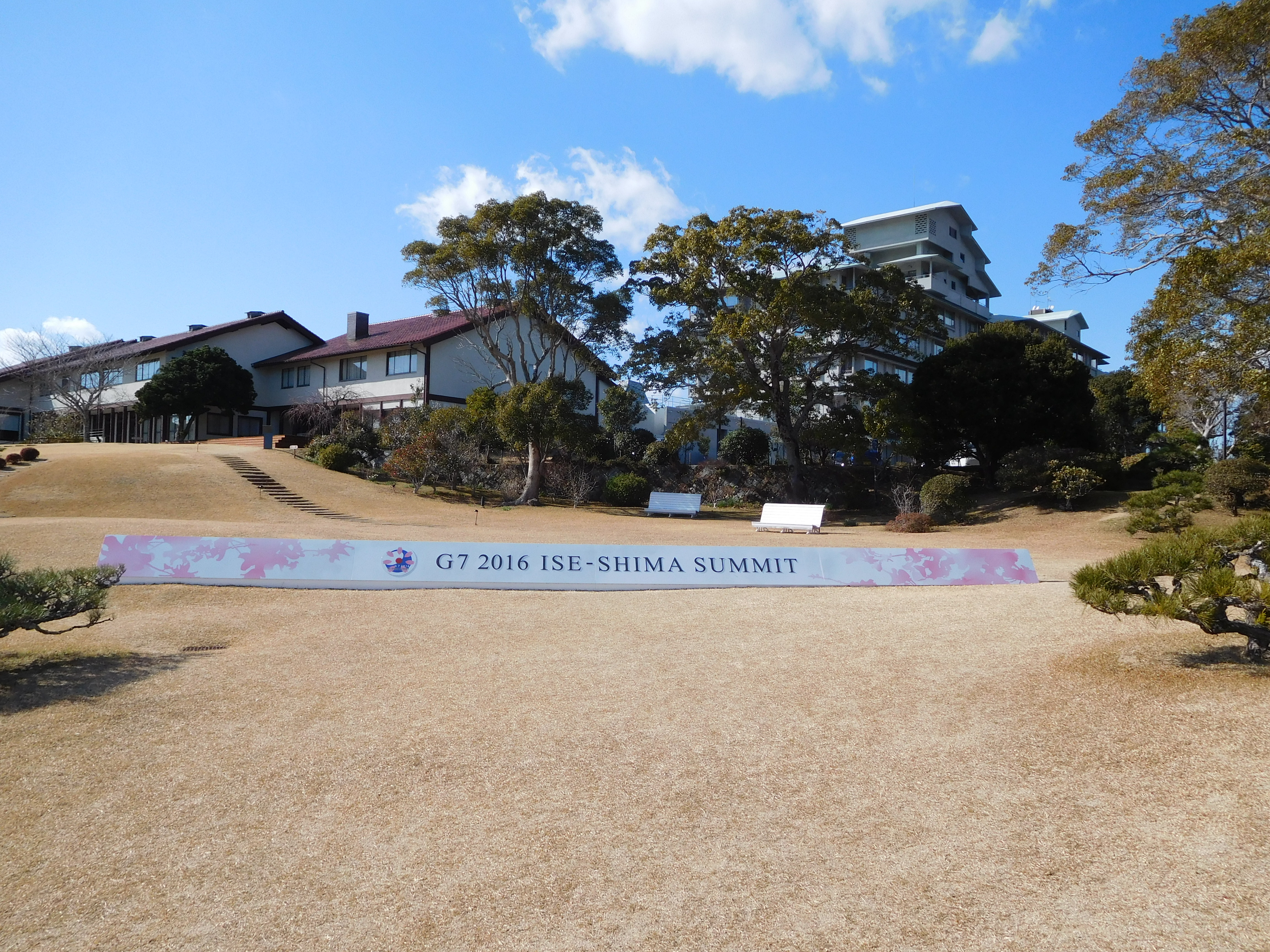
記念撮影が行われた庭園

- ラ・メール ザ クラシック（フランス料理）

藤田嗣治の「野遊び」が掛けられている。山崎豊子には定席があった。2016年（平成28年）5月26日のサミット第1日目のワーキングディナーで利用された。
- 挙式会場
- 宴会場「真珠」
- 庭園

昭和天皇の詠んだ俳句の句碑などがある。サミット第2日目のG7とアウトリーチ会合参加首脳陣の記念撮影で利用された。
- 屋外プール

ザ ベイスイート
- ラ・メール（フランス料理）

フレンチのオーラと志摩の自然の調和を目指した内装となっている。
- 浜木綿（和食）

伊勢志摩に伝わる和歌やモチーフを内装に反映している。
- ル・ファー（ラウンジ＆バー）
- ライブラリーラウンジ
- 屋上庭園

サミット第1日目のG7首脳陣の記念撮影で利用された。
ザ クラブ
- Lien（カフェ&ワインバー）
- 山吹（鉄板焼きレストラン）
- 愚庵（茶室）
- 伊勢志摩サミット記念ギャラリー[45]

## 宿泊した著名人
- 昭和天皇[1]（5回宿泊[6]）
- 明仁上皇[52]（1回宿泊[6]）
- 秋篠宮文仁親王・文仁親王妃紀子夫妻[54]
- 三島由紀夫[1][6]
- 井上靖[1]
- 山下清[6]
- 山崎豊子[1]
- 安倍晋三[12]（サミット時は賢島宝生苑に宿泊[52]）
- バラク・オバマ（ザ クラシック）[13][52]
- ジャン＝クロード・ユンケル（ザ クラシック）[52]
- ドナルド・トゥスク（ザ クラシック）[52]
- フランソワ・オランド（ザ ベイスイート）[52]
- デーヴィッド・キャメロン（ザ ベイスイート）[52]
- アンゲラ・メルケル（ザ ベイスイート）[52]
- マッテオ・レンツィ（ザ ベイスイート）[52]
- ジャスティン・トルドー（ザ ベイスイート）[52]

## 周辺
- 英虞湾
- 志摩マリンランド
- 賢島駅
  - 伊勢志摩サミット記念館
- 賢島大橋（日本の夕陽百選）